# Stefan Wijkamp
Stefan Wijkamp (Oosterbeek, 1967) is een Nederlandse actievoerder en nazisympathisant. Hij is bekend om zijn haarsnit en snor, die gelijkenis vertonen met Adolf Hitler, die hij idoliseert. Vanwege deze gelijkenis wordt hij in de media ook wel "de Nederlandse Adolf Hitler", "Hitler van Oosterbeek" en "Hitler van Landgraaf" genoemd.

## Biografie
Wijkamp werd geboren als zoon van een garagehouder in Oosterbeek. Als jonge twintiger werd hij veroordeeld voor verboden wapendracht nadat hij met een zelfgebouwd pistool was betrapt. Op zijn 24e kwam hij in dienst als wapensmid bij een wapenhandelaar in Arnhem. Hier werd hij ontslagen nadat hij meermalen met SS-speldjes op zijn werk verscheen. Hierna werkte hij nog korte tijd bij een wapenhandelaar in Nijmegen.
Begin jaren 90 was Wijkamp betrokken bij de Centrum Democraten van Hans Janmaat, maar stapte later over naar de Nederlandse Volks-Unie van Joop Glimmerveen. Hij kreeg in 2001 nationale bekendheid in Nederland toen hij, uitgedost als Hitler in Kerkrade deelnam aan een extreemrechtse betoging. Bij de gemeenteraadsverkiezingen van 2002 werd hij lijsttrekker van de partij in Landgraaf. Nadat de partij amper 0,2 procent van de stemmen kreeg, werd hij door partijleider Constant Kusters uit de partij gezet. Volgens een persverklaring op de website van de NVU heeft Wijkamp echter zelf zijn lidmaatschap opgezegd. In november 2008 werden Glimmerveen en Wijkamp veroordeeld wegens het brengen van de Hitlergroet tijdens een neonazibijeenkomst in Lommel, België het jaar voorheen. In de zomer van 2010 werd hij opgepakt bij een nazibijeenkomst in Nieuw-Scheemda, nadat hij weigerde op aanwijzing van de burgemeester te vertrekken. Dit leidde echter niet tot een veroordeling, omdat de afgegeven noodverordening niet aan de eisen voldeed.
Van oktober 2017 tot januari 2019 was Stefan Wijkamp bestuurslid bij de Duitse beweging "Die Rechte", voor deze beweging is hij anno 2022 nog immer actief.